# Wieża Bengħisa
Wieża Bengħisa (malt. Torri ta' Bengħisa, ang. Bengħisa Tower), pierwotnie znana jako Torre di Benissa, jak również wspominana jako Czerwona Wieża (malt. Torri l-Aħmar, ang. Red Tower) – nieistniejąca mała wieża strażnicza w Bengħisa, w granicach miejscowości Birżebbuġa na Malcie. Została zbudowana w roku 1659, jako siódma wieża de Redina, na miejscu wieży średniowiecznej. W roku 1761 zbudowane zostało wokół wieży umocnienie (entrenchment), uzbrojenie stanowiło 10 dział. Wieża została zburzona przez Brytyjczyków w roku 1915, aby oczyścić pole ognia pobliskiego Fortu Bengħisa.

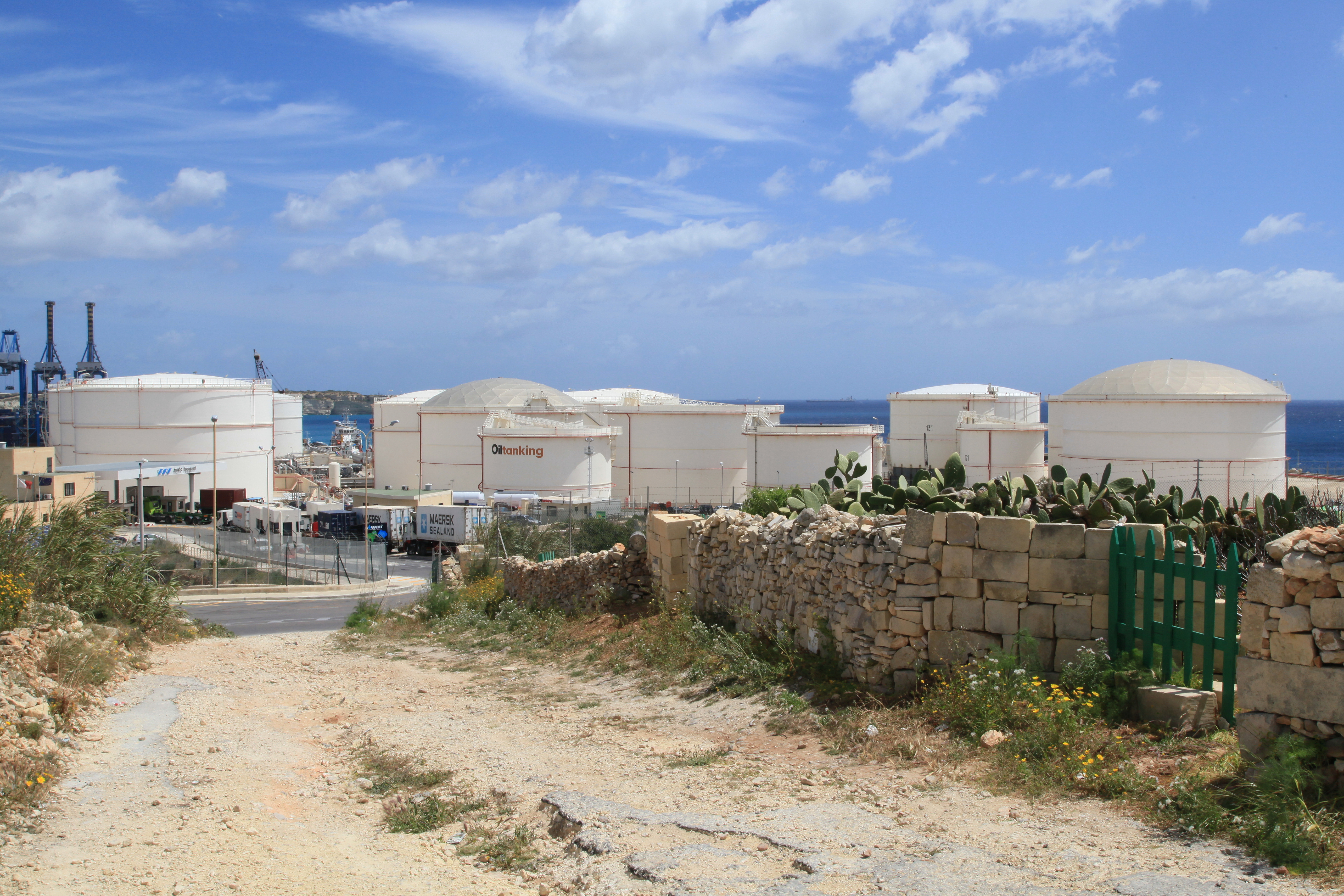
Zbiorniki na olej w Malta Freeport, wieża znajdowała się w przybliżeniu w środku tego zdjęcia

Miejsce, gdzie znajdowała się wieża i entrenchment zajmowane jest obecnie przez zbiorniki na olej, będące częścią Malta Freeport.